# 奥卢白鼬
奥卢白鼬（芬蘭語：Oulun Kärpät）是位于芬兰奥卢的冰球俱乐部，成立于1946年。白鼬队总共赢得过8次芬兰冰球联赛冠军。2000年代时白鼬队在七年内（2003至2009年）连续赢得过奖牌，这成为芬兰的记录。球队的主场是1975年建成的奥卢冰球馆。
俱乐部在1946年成立时只有足球队和班迪球队。1947年加入了冰球队，1949年参加了第一场冰球比赛。1974年取消了足球队，从而成为专业的冰球俱乐部。
白鼬队自2000-2001赛季起每年都参加芬兰冰球联赛。